# Douglas Alexander
Douglas Garven Alexander (Glasgow, 26 ottobre 1967) è un politico britannico.

## Biografia
Figlio di un ministro della Church of Scotland, è cresciuto a Bishopton nel Renfrewshire. Membro promettente della Boys' Brigade, si iscrisse al Labour Party nel 1982. Successivamente, grazie a una borsa di studio, frequentò l'università della Pennsylvania, e durante la campagna elettorale presidenziale americana del 1988 lavorò per il candidato democratico Michael Dukakis.
Nel 1995 si presentò a un'elezione suppletiva, dove arrivò secondo, dietro la candidata del Partito Nazionale Scozzese ma davanti a quello dei conservatori. Alle successive elezioni politiche del 1997 si presentò nuovamente, questa volta finendo terzo. Pochi mesi dopo, in un'altra elezione suppletiva, fu eletto nel collegio di Paisley and Renfrewshire South.
Anni dopo, nel 2001, dopo la vittoria dei laburisti alle elezioni politiche generali, Alexander fu nominato da Tony Blair Ministro di Stato, responsabile per l'e-commerce e la competitività.
Nel 2007, con l'ascesa di Gordon Brown al ruolo di primo ministro, è divenuto Secretary of State for International Development.
Alle elezioni generali del 2024 è stato eletto alla Camera dei comuni per il collegio di Lothian East.